# Европско првенство групе Ц у америчком фудбалу 2012.
Европско првенство групе Ц у америчком фудбалу 2012. било је треће издање континенталног сениорског шампионата у америчком фудбалу за трећи ранг (Група Ц). Одржано је у септембру месецу у Швајцарској и Аустрији. Учествовало је четири екипе, а победник је постала репрезентација Србије и пласирала се у Групу Б.

## Учесници
На финалном турниру учествовало је укупно четири репрезентације.
| Учесници шампионата                        |
| ------------------------------------------ |
| Швајцарска · Холандија · Русија · Србија · |

## Резултати

### Полуфинале
Полуфинални мечеви одиграни су 14. септембра у Санкт Галену.
| Датум              | Селекција  | Селекција | Резултат |
| ------------------ | ---------- | --------- | -------- |
| 14. септембар 2012 | Србија     | Холандија | 21:14    |
| 14. септембар 2012 | Швајцарска | Русија    | 21:19    |

### Финале
Утакмица за треће место и финални меч одиграни су у Хоенемсу 16. септембра.
| Датум              | Селекција | Селекција  | Резултат |
| ------------------ | --------- | ---------- | -------- |
| 16. септембар 2012 | Холандија | Русија     | 17:15    |
| 16. септембар 2012 | Србија    | Швајцарска | 20:14    |

| Прваци Европе Ц Групе 2012. |
| --------------------------- |
| Србија 1. титула            |